# Den bill
Den bill（デンビル）は、静岡県静岡市葵区にある商業施設。通称「電電ビル」「電ビル」。

## 概要

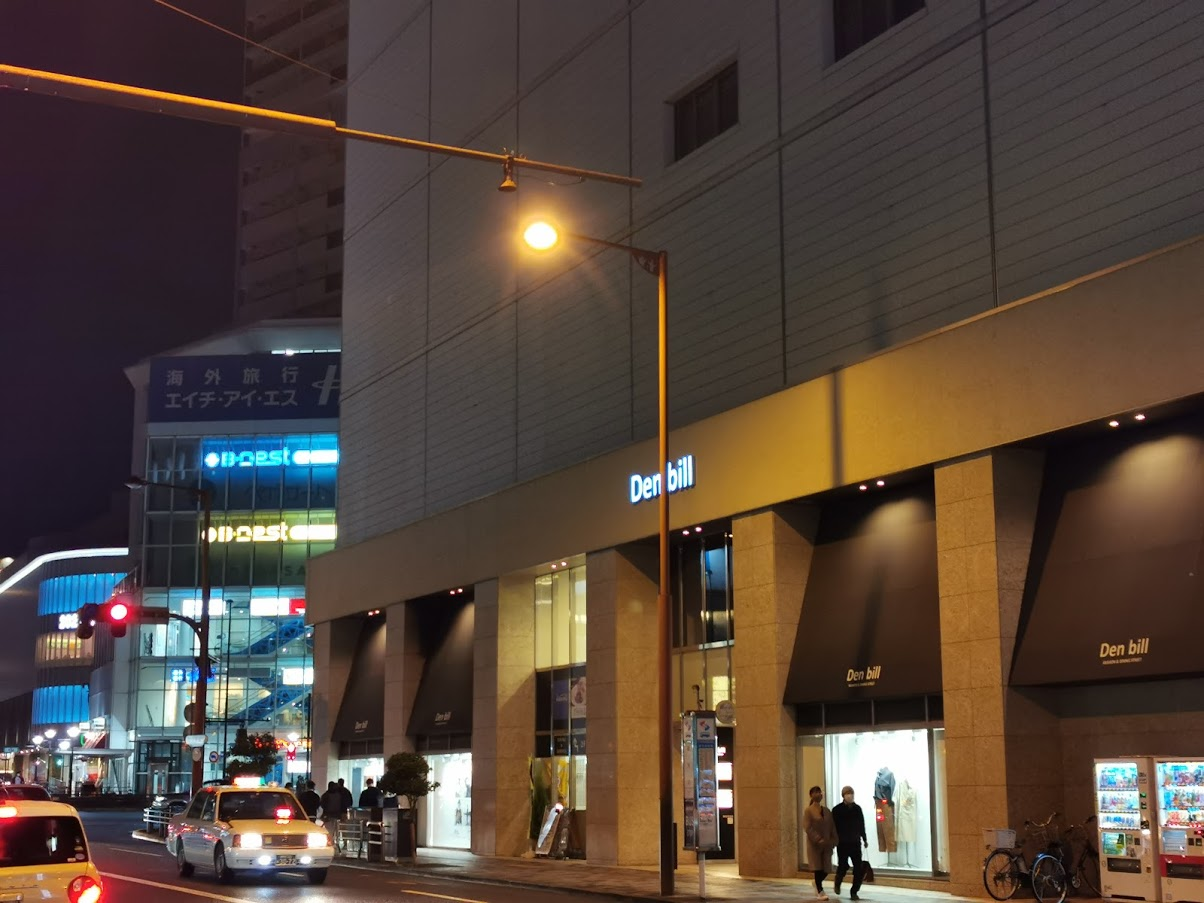
夜のDen bill。奥にはペガサート、新静岡セノバと商業施設が並ぶ。

NTT静岡電電ビルの1階から2階にかけて、株式会社NTT西日本アセット・プランニングが所有、静鉄プロパティマネジメント株式会社が管理する商業施設である。
コンセプトは「大人がお洒落をしてわざわざ出かけたくなる場所」。

## フロア

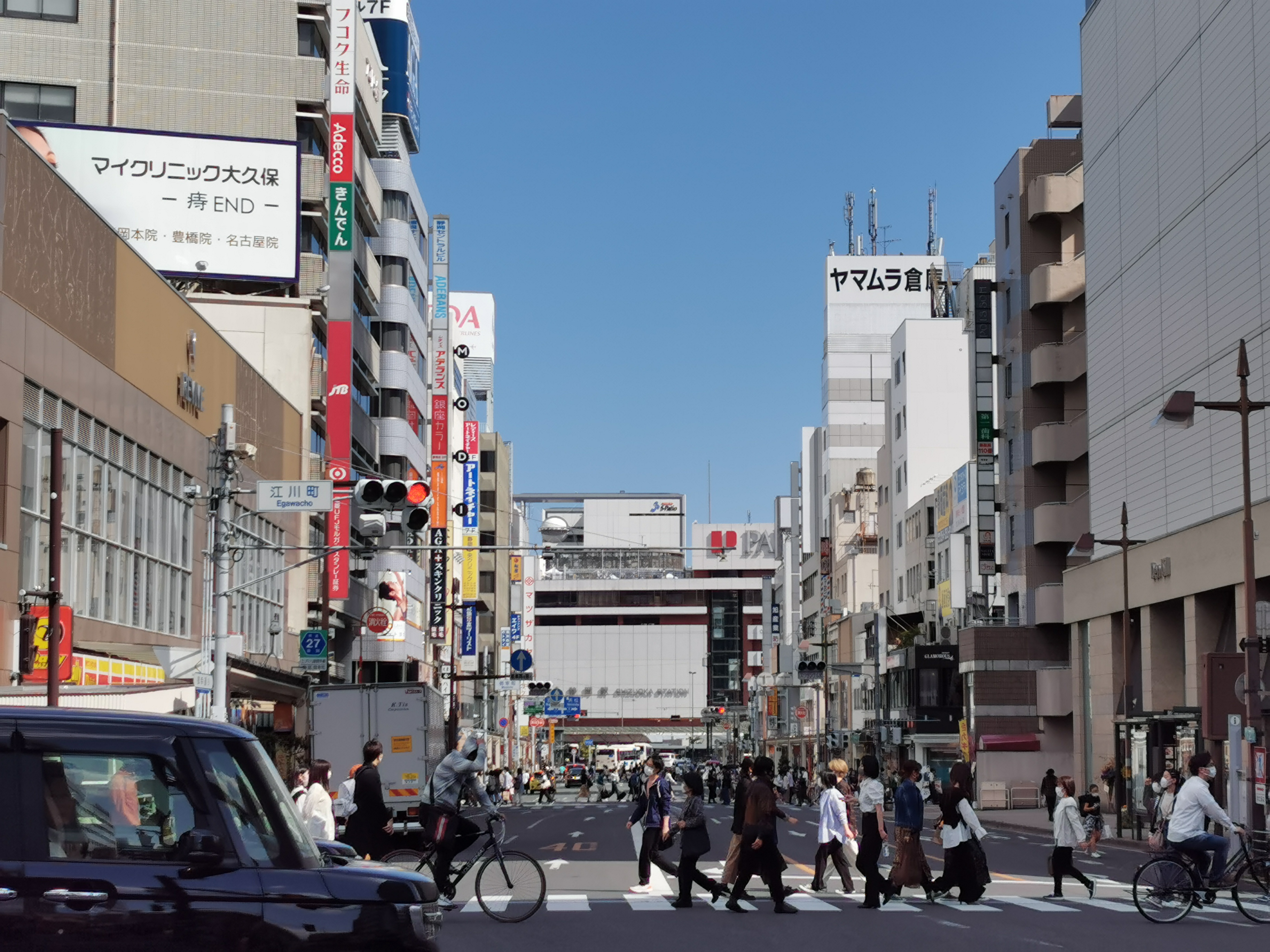
御幸通り沿いに位置する。画像のすぐ右側の建物。

## フロア[2]

### レディスファッション
- チャウル
- マーガレットハウエル
- MHL
- クブミーツ
- セレクトアイクローゼット

### ダイニング
- ブルーブックスカフェ

### ビアバー
- The Pint Shack

## NTT電電ビル

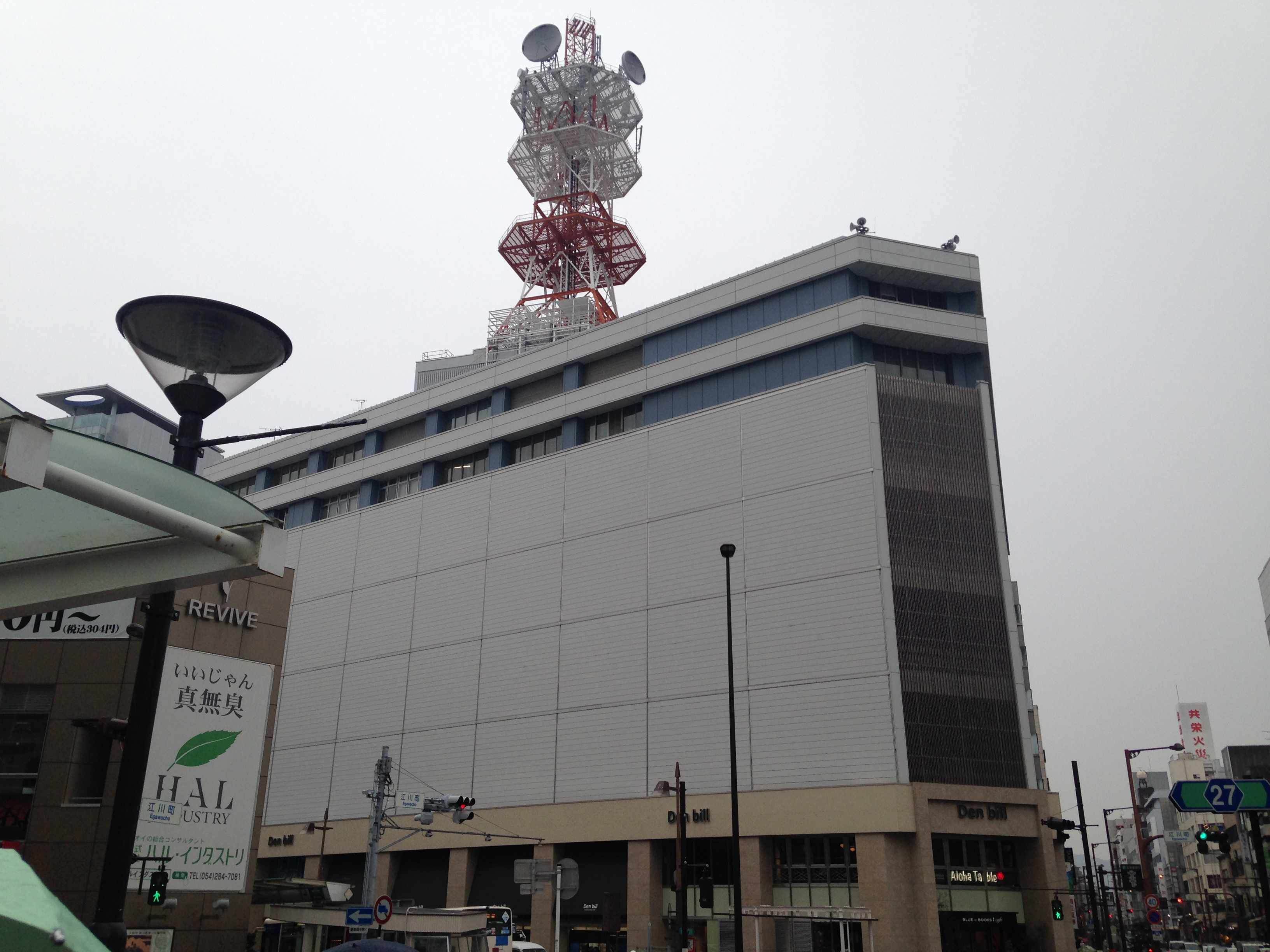
NTT電電ビル外観

1964年に旧日本電信電話公社と静岡商業振興ビル株式会社により合築された交換機収容局及び商業施設。1階から2階にはDen bill、3階から8階には電話交換設備が入る。

### 歴史

#### 静岡商業振興ビル（寄合百貨店）時代
- 1964年 - 静岡商業振興ビル株式会社設立、電電ビル1・2階の区分所有権を取得。
- 1966年 - 静岡商業振興ビル（寄合百貨店、通称「電電ビルニュータウン」）開店。
- 1996年 - 静岡市国際交流協会、静岡市観光協会および財団法人静岡コンベンションビューロー[4]の3団体が入居。
- 2008年2月29日 - 静岡商業振興ビルはNTT西日本に区分所有権を売却、42年の歴史に幕を下ろして解散、閉店になった。

#### 静岡商業振興ビル解散後
- 2008年11月4日 - 朝日テレビカルチャーが新静岡センターより移転オープン。
- 2009年3月12日 - 新静岡センターより丸善（書店）、すみや（CDショップ）とK-MIX・サテライトスタジオが移転オープン。
- 2010年3月22日 - すみや閉店。
- 2010年7月30日 - 丸善閉店。
- 2010年 - すみや、丸善跡地を新静岡セノバ現場事務所等として活用。
- 2011年10月 - 朝日テレビカルチャーが新静岡セノバへ移転のため閉店、新静岡セノバ現場事務所等も撤退。

### Den bill 開業後
- 2013年3月27日 - マーガレット・ハウエル等の4店舗が先行オープン。
- 2013年6月4日以降、先行オープン4店舗に加え10店舗が順次オープン。
- 2013年10月末 - 完全開業。
- 2023年4月23日にアロハテーブルが撤退したことで、2階フロアは閉鎖[5]。1階フロアの7店舗で営業継続。